# 藤原家忠
藤原 家忠（ふじわら の いえただ）は、平安時代後期の公卿。藤原北家、関白藤原師実の次男。官位は従一位・左大臣。花山院左大臣と号す。花山院家の祖。

## 経歴
延久4年（1072年）白河天皇の即位に伴って従五位下に叙せられ、承保元年（1074年）侍従に任官する。承保2年（1075年）右近衛少将に遷ると、承保3年（1076年）従五位上次いで正五位下、承保4年（1077年）従四位下・左近衛中将、承暦2年（1078年）従四位上と、摂関家の子弟として近衛次将を務めながら順調に昇進した。
承暦4年（1080年）正四位下次いで従三位に昇叙され公卿に列す。承暦5年（1081年）正三位・右近衛中将、永保2年（1082年）参議に叙任されるが、議政官の傍らで引き続き近衛中将を兼帯した。翌永保3年（1083年）には早くも権中納言に昇進している。のち、中宮権大夫・左衛門督を兼帯し、寛治2年（1088年）に正二位に叙せられた。
寛治5年（1091年）権大納言に昇進。承徳3年（1099年）異母兄の関白内大臣・藤原師通が急死するが、その子である忠実はまだ22歳の若年ですぐに摂関を継げる立場になかったため、家忠が摂関の候補になる。しかし、父の藤原師実は忠実を後継ぎに望み、家忠に対しては忠実の補佐を命じたため、家忠が摂関を継ぐことはできなかった。家忠は権大納言昇進後に兼官を帯びていなかったが、康和5年（1103年）に右近衛大将を兼ねる。この際、近衛大将の官職を白河法皇の寵臣である権中納言・藤原宗通と争うも、堀河天皇の強い意向で家忠が任じられたとの逸話がある。
永久3年（1115年）大納言に昇進。保安元年（1120年）関白・藤原忠実が娘の入内を巡って白河法皇の逆鱗に触れて内覧を停止され（保安元年の政変）、翌保安2年（1121年）関白を辞任する。この時、白河法皇は家忠を関白にするつもりで家忠自身もそれを望んだ。しかし、稲荷社祭礼の当日に家忠が酒宴乱行を行ったという風説をあげて、右大弁・藤原顕隆が反対したため、忠実の息子である忠通が関白に就任している。
保安3年（1122年）右大臣に昇るが引き続き左近衛大将を兼帯した。鳥羽院政期初頭の天承元年（1131年）従一位・左大臣に至る。保延2年（1136年）5月12日に病気のため出家し、同月14日に薨じた。享年75。

## 人物
近年では『大鏡』の増補部分の執筆者を令子内親王の皇后宮大夫をつとめた家忠であるとする説もある（大鏡巻末に見える「皇后宮の大夫殿書きつがはれたる夢なり」から、大鏡成立の下限とされる12世紀初頭に皇后宮大夫の職にあった家忠か、その後任の源雅定、もしくはもっと時代を繰り上げて11世紀の中宮大夫藤原能信か源顕房を作者に推定する向きもある）。すなわち摂関家寄りの村上源氏か摂関家分家の人物が書いたと考えるのである。

## 官歴
注記のないものは『公卿補任』による。
- 延久4年（1072年） 12月28日：従五位下（皇太后宮御即位御給）
- 承保元年（1074年） 12月26日：侍従
- 承保2年（1075年） 6月13日：右近衛少将
- 承保3年（1076年） 正月5日：従五位上。正月22日：近江介。12月21日：正五位下（天皇自高陽院遷御六条内裡日）
- 承保4年（1077年） 正月29日：従四位下。3月27日：左近衛中将
- 承暦2年（1078年） 正月6日：従四位上（左大臣譲）
- 承暦4年（1080年） 正月26日：止介[4]。4月28日：正四位下（行幸左大臣堀河第、家子賞）。閏8月28日：従三位（中宮自野宮遷御賞）
- 承暦5年（1081年） 正月5日：正三位。正月26日：兼讃岐権守、右近衛中将
- 永保2年（1082年） 正月21日：参議、中将如元[4]
- 永保3年（1083年） 正月26日：権中納言
- 永保4年（1084年） 日付不詳：中宮権大夫（中宮・藤原賢子）。6月15日：従二位（日来車駕遷御堀河殿、今日還宮賞）
- 応徳3年（1086年） 11月20日：兼左衛門督
- 寛治2年（1088年） 正月19日：正二位（行幸院別当賞）
- 寛治5年（1091年） 正月28日：権大納言
- 康和3年（1101年） 2月13日：服解（父）。3月15日：復任
- 康和5年（1103年） 12月21日：兼右近衛大将
- 嘉承2年（1107年） 12月5日：兼皇后宮大夫（皇后・令子内親王）
- 永久3年（1115年） 4月28日：大納言
- 保安2年（1121年） 3月12日：兼左近衛大将
- 保安3年（1122年） 12月17日：右大臣、大将如元
- 大治4年（1129年） 正月27日：服解（母）。3月29日：復任
- 天承元年（1131年） 12月22日：従一位、左大臣。12月24日、大将如元
- 長承4年（1135年） 2月8日：辞大将（以次男忠兼申任左少将）
- 保延2年（1136年） 4月14日：聴乗牛車可出入宮中。5月12日：出家（依病）。5月14日または24日[5]：薨

## 系譜
『尊卑分脈』による。
- 父：藤原師実
- 母：源頼国の娘
- 妻：藤原定綱の娘
  - 男子：藤原忠宗（1087-1133）
  - 男子：藤原忠能
- 妻：橘致綱の娘（家女房）
  - 男子：藤原忠兼
- 生母不明の子女
  - 男子：玄城房尋覚
- 養子女
  - 養子：藤原家光 - 橘俊綱の子